# Puente Colgante de São Vicente

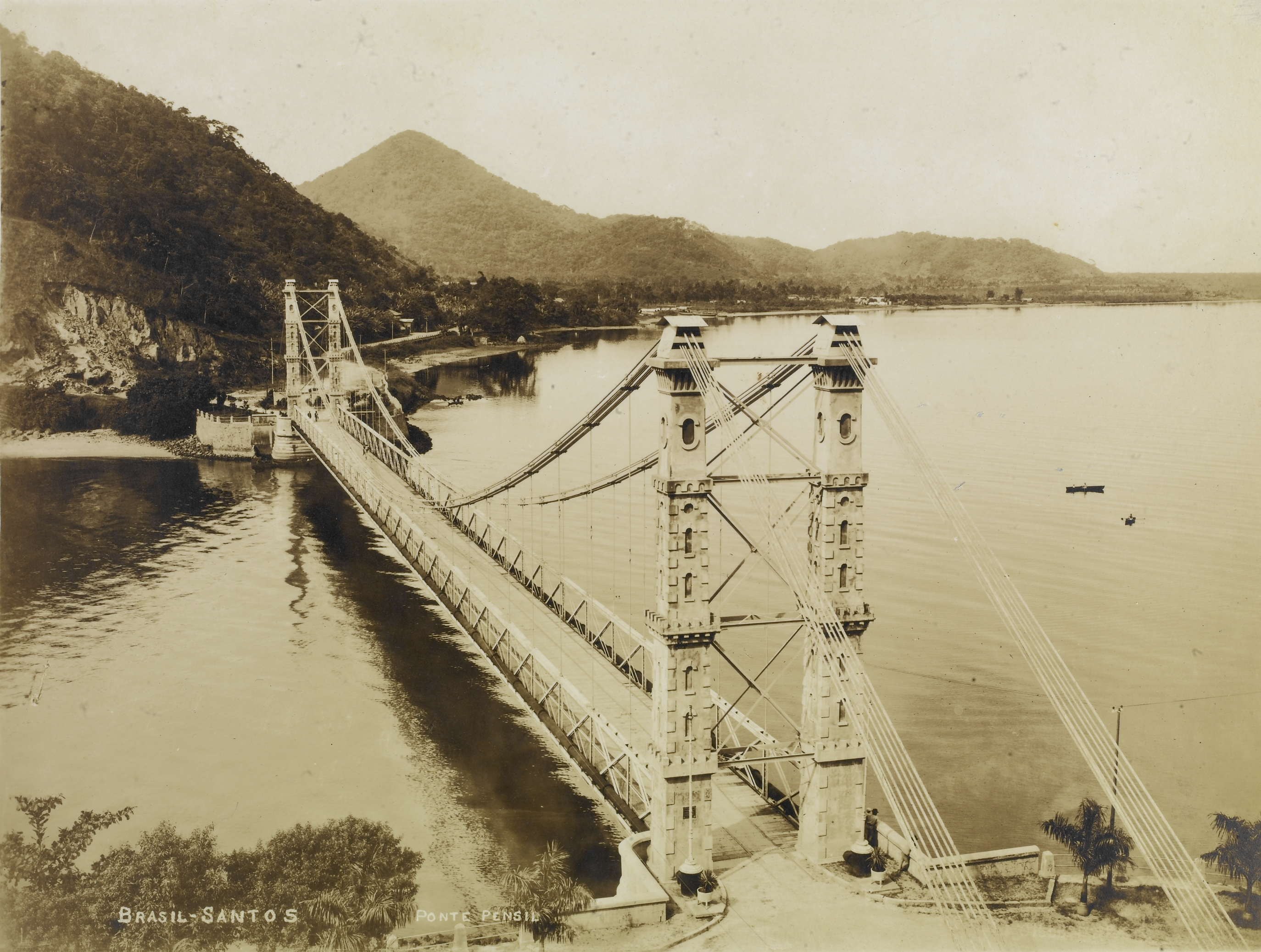
Puente Colgante de São Vicente 1910-1915

El Puente Colgante de São Vicente (en portugués: Ponte Pênsil de São Vicente) fue construido en 1914, para llevar la canalización de recogida de aguas residuales en las ciudades de Santos y São Vicente para verterlas en el Océano Atlántico, en la Punta de Itaipú, que hoy se encuentra en el municipio de Praia Grande. Mide 180 m de longitud y 23 de altura. 
A pesar de ser otra su finalidad principal, desde su inauguración hasta la actualidad, es utilizado para el tráfico de vehículos y peatones entre el área insular y la continental de São Vicente.